# Харумити-но Цураки
Харумити-но Цураки (яп. 春道列樹, ум. 920) — японский вака-поэт периода Хэйан.
В 910 году окончил Придворный университет. В 920 году был назначен губернатором Ики, но, не успел занять этой должности, и безвременно умер.
В «Кокинвакасю» вошли три его песни (№ 303, 341 и 610). Другие песни представлены в «Госэнсю».
Одна из песен вошла в «Хякунин иссю» (№ 32):

32. 春道列樹
山川に

風のかけたる

しがらみは

流れもあへぬ

紅葉なりけり

Яма кава ни

Кадзэ но какэтару

Сигарами ва

Нагарэ мо аэну

Момидзи нари кэри

Тот вал высокий

по берегам потока,

что вихрь насыпал, —

не более как куча

застрявших пестрых листьев.
перевод Н. Новича (Бахтина)